# 日喀则专区
日喀则专区，西藏自治区旧专区。
原为日喀则宗，19世纪初，噶厦政府提升为基宗。解放军入藏后，新政权于1951年置日喀则分工委和江孜分工委。1956年，日喀则分工委改为“基巧”办事处。1959年置日喀则专区、日喀则县。1964年，江孜专区并入日喀则专区。1970年，撤消日喀则专区，设置日喀则地区。现为日喀则市。